# Visseltofta landskommun
Visseltofta landskommun var en tidigare kommun i dåvarande Kristianstads län.

## Administrativ historik
Kommunen bildades i Visseltofta socken i Västra Göinge härad i Skåne när 1862 års kommunalförordningar trädde i kraft.
Vid kommunreformen 1952 uppgick kommunen i Vittsjö landskommun som upplöstes 1974 då denna del uppgick i Osby kommun.

## Politik

### Mandatfördelning i Visseltofta landskommun 1938-1946
| 6 | 8 | 2 | 4 |

| 20 |

| 7 | 7 | 2 | 4 |

| 20 |

| 7 | 8 | 3 | 2 |

| 20 |